# Hjelmkollen fort
Hjelmkollen fort är ett fort i Norge strax öster om färjestället vid Svinesund.
Fortet anlades i början av 1900-talet och utgjorde högra flygeln av gränsbefästningarna mot Sverige. Fortet desarmerades i enlighet med Karlstadskonventionen 1905.